# Frank Ulrich
Frank Ulrich ist ein deutscher Heavy-Metal-Schlagzeuger.

## Karriere
Ulrich gehörte Anfang der 1990er Jahre zu Living Death, mit denen er ein Album einspielte. Danach war er Mitte der 1990er Jahre kurzzeitig für Grave Digger aktiv (ebenfalls ein Album), dann für die stilistisch an Running Wild angelehnte Band X-Wild (ebenfalls ein Album). Mit Grave Digger ging er auf Deutschland-Tournee im Vorprogramm von Manowar, das Album Heart of Darkness hielt sich 1995 für acht Wochen in den Deutschen Albumcharts.
In Besprechungen zum Grave-Digger-Album Heart of Darkness schrieben Online-Magazine vor allem zum Song Hate, dass das ein „bärenstarkes Drumgewitter“ sei und der Schlagzeuger „hier seine Stärken ausspielen“ könne bzw. er dort „seine Stärken“ präsentiere.

## Diskografie
- 1991: Living Death – Killing in Action
- 1995: Grave Digger – Heart of Darkness
- 1996: X-Wild – Savageland